# Suikot
Suikot – gaun wikas samiti w zachodniej części Nepalu w strefie Rapti w dystrykcie Salyan. Według nepalskiego spisu powszechnego z 2011 roku liczył on 1163 gospodarstwa domowe i 5725 mieszkańców (3064 kobiety i 2661 mężczyzn).